# Дойчландсберг
Дойчландсберг (нім. Deutschlandsberg) — місто в Австрії, у федеральній землі Штирія, у південній частині країни, неподалік кордону зі Словенією.
Є центром однойменного округу. Населення становить 11604 особи (на 1 січня 2018 року). Займає площу 179,06 км². Офіційний код — 6 03 44.
Видатною туристичною пам'яткою є замок Дойчландсберг, споруджений у 12 столітті.